# Widerstandskämpfer
Der Ausdruck Widerstandskämpfer bezeichnet einen oder mehrere Menschen, die sich meist kollektiv in Widerstandsbewegungen gegen eine bestimmte, meist politische Macht engagieren. Dies können Regierungen, Kolonialmächte, Aggressoren, Besatzungsmächte oder aber auch ganz allgemein fremdes Militär, Sicherheits- und Polizeikräfte und andere bewaffnete Gruppierungen wie Nationalgarde, Land- oder Bürgerwehr sein.
Der Widerstandskampf kann dabei gewaltfrei, passiv, militant oder bewaffnet sein. Richtet sich das Handeln eines Widerstandskämpfers gegen Sachen, spricht man auch von Sabotage.
Der Übergang vom zivilen Ungehorsam zum militanten Widerstand ist fließend, da unter Militanz meist das bewusste Brechen von Gesetzen verstanden wird.
Oberste Eskalationsstufe des militanten Widerstandes ist der bewaffnete Widerstand. Widerstandskämpfer werden oft vom Volk verehrt, vor allem wenn sie ein verhasstes Regime beseitigt haben oder ein solches bekämpften. Andererseits gibt es auch durchaus Menschen, die sich selbst als Widerstandskämpfer bezeichnen, von der Mehrheit der Bevölkerung aber abgelehnt werden.
Meistens sind Widerstandskämpfer keine Angehörigen regulärer Armeen. Die Eigen- und Fremdbezeichnungen sind häufig parteiisch.